# Efektywna stawka opodatkowania
Efektywna stawka opodatkowania – stosunek kwoty ostatecznie należnego podatku do wartości podstawy opodatkowania. Informuje o faktycznym opodatkowaniu dochodu (ściślej – podstawy opodatkowania) podatnika.
Przykładowo, jeżeli podstawa opodatkowania wynosi 40 000 zł, natomiast wartość należnego podatku to 10 000 zł, to efektywna stawka (stopa) opodatkowania wynosi 10 000 / 40 000 = 25%.